# يموناد
يموناد هي مدينة من مدن هايتي. يبلغ عدد سكانها 69,256 نسمة وذلك حسب إحصائيات سنة 2003. يبلغ ارتفاع المدينة عن سطح البحر قرابة 66 متر.